# Eva Madsen
 Der er flere personer med dette navn, se Eva Madsen (politiker).
Eva Becker Madsen (født 10. juni 1944 i Odense, død 30. oktober 2023) var en dansk musiker og skuespiller.
Hun arbejdede fra i hvert fald 1977 sammen med Clausen & Petersen og er nok mest kendt for sangen Mormors kolonihavehus, der blev udgivet i 1978.
Eva Madsen var gift med Leif Sylvester Petersen 1985-91.
31. oktober 2023 meddelte parrets datter Mia Sylvester på sociale medier, at Eva Madsen var død af kræft, 79 år gammel.

## Diskografi
- I storbyens favn, Clausen & Petersen (1978)
- Fra banegården til enghave plads, Sylvester & svalerne (1979)
- Hold hovedet koldt og hjertet varmt, Sylvester & svalerne (1983)
- For os betyder det så meget, Sylvester & co. (1984)
- Hvad mon det næste bliver (1985)
- Noget på hjerte (1994)
- Husker du? (1996)
- Det store blå (1998)

## Film
- Har du set Alice? (1981)
- Cirkus Casablanca (1981)
- Rocking Silver (1983)
- Barndommens gade (1986)